# Павлов, Фёдор Максимович
Фёдор Максимович Павлов (17 августа 1905 — 12 марта 1996) — управляющий районного объединения «Сельхозтехника» Башкирской АССР. Герой Социалистического Труда. Депутат Верховного Совета Башкирской АССР второго, третьего, четвертого, пятого созывов (1947—1963).

## Биография
Федор Максимович Павлов родился 17 августа 1905 г. в с. Подгорное ныне Кугарчинского района Республики Башкортостан.
Образование — высшее, в 1958 г. окончил Башкирский сельскохозяйственный институт.
В 1927—1929 гг. проходил военную службу в рядах Красной Армии. Трудовую деятельность начал в 1930 г. председателем комитета политико-просветительской работы при Мраковском волостном исполкоме Башкирской АССР. В 1931—1934 гг. работал председателем коммуны «Серп и молот», заведующим фермой Мраковского мясного совхоза Кугарчинского района.
В апреле 1935 г. после окончания учёбы в Ленинградском курсовом комбинате по подготовке директоров МТС и совхозов назначен заместителем директора Асылыкульской МТС Давлекановского района Башкирской АССР, в январе 1938 г. направлен на учёбу в Башкирский колхозный сельскохозяйственный техникум. С февраля 1940 г работал директором Давлекановской МТС.
Под руководством Ф. М. Павлова МТС проделала большую работу по организационно-хозяйственному укреплению колхозов, введению и освоению травопольных севооборотов, подъёму культуры земледелия, повышению урожайности сельскохозяйственных культур и продуктивности общественного колхозного животноводства. МТС своевременно выполняла свои договорные обязательства с колхозами. Так, в 1946 г. каждым условным трактором обработано 649 гектаров, что в 2,5 раза превышало средне-республиканскую выработку. В 1947 г на трактор уже выработано по 791 гектару. Колхозы зоны МТС получили урожай на 21 процент выше планового и на 60 процентов выше уровня 1946 г. На каждый трактор сдано натуроплаты в 6,4 раза больше, чем в среднем по МТС республики. По выработке на каждый трактор, выполнению плана натуроплаты и по урожайности в обслуживаемых колхозах Давлекановская МТС в 1947 г. заняла I место по республике и вошла в список передовых по стране.
За получение в обслуживаемых колхозах урожая ржи 21,53 центнера с гектара на площади 610 гектаров Указом Президиума Верховного Совета СССР от 2 апреля 1948 г. Ф. М. Павлову присвоено звание Героя Социалистического Труда.
В 1952-1961 гг. работал председателем исполкома Давлекановского райсовета депутатов трудящихся, в 1961-1965 гг. - управляющим Давлекановским районным отделением объединения «Сельхозтехника».
В 1965 г. Федор Максимович вышел на пенсию.
Павлов Фёдор Максимович умер 12 марта 1996 года.

## Награды
- Герой Социалистического Труда (1949
- Награждён орденами Ленина (1948), Трудового Красного Знамени (1957), медалями, Почётной грамотой Президиума Верховного Совета Башкирской АССР (1965).

## Память
В целях увековечения памяти Ф. М. Павлова в г. Давлеканово его именем названа улица.